# 1855 en arts plastiques
| Années des arts plastiques : 1852 - 1853 - 1854 - 1855 - 1856 - 1857 - 1858    |
| Décennies des arts plastiques : 1820 - 1830 - 1840 - 1850 - 1860 - 1870 - 1880 |

Cette page concerne l'année 1855 en arts plastiques.

L'Atelier du peintre de Gustave Courbet.

## Événements
- Exposition universelle de Paris : La France est la première nation à offrir une grande exposition internationale d'art contemporain (peinture, gravure, lithographie, sculpture, médailles et architecture). Charles Baudelaire rend compte des œuvres présentées dans trois articles réunis par la suite dans les Curiosités esthétiques.

## Naissances
- 4 janvier : Jean-Baptiste Guth, peintre, illustrateur et caricaturiste français († 19 juillet 1922),
- 6 janvier : Lina Bill, peintre français († 26 août 1936),
- 9 janvier : Karl Edvard Diriks, peintre norvégien († 17 mars 1930),
- 10 janvier : Paterne Berrichon, poète, peintre, sculpteur et dessinateur français († 30 juillet 1922),
- 15 janvier : Georges Tiret-Bognet, dessinateur, peintre et illustrateur français († 15 octobre 1935),
- 18 janvier : Alexandre Séon, peintre symboliste français († 5 mai 1917),
- 25 janvier : Joseph Paul Meslé, peintre français († 20 juin 1927),
- 26 janvier : Esther Huillard, peintre française († 1er juillet 1928),
- 3 février : Jan Hillebrand Wijsmuller, peintre néerlandais († 23 mai 1925),
- 11 février : Erik Werenskiold, peintre et dessinateur norvégien († 23 novembre 1938),
- 15 février : Hubert Vos, peintre néerlandais († 8 janvier 1935),
- 16 février : Emma Herland, peintre française († 5 janvier 1947),
- 27 février :
  - Pierre Ernest Ballue, peintre et dessinateur français de l'École de Barbizon († 18 mai 1928),
  - Désiré Alfred Magne, peintre français († 6 février 1936),
  - Jakub Schikaneder, peintre bohémien puis tchécoslovaque († 15 novembre 1924),
- 11 mars : Francisque Noailly, peintre  orientaliste et ciseleur sur cuivre français († 1942),
- 25 mars : Paul Merwart, peintre franco-polonais († 8 mai 1902),
- 29 mars : Georges Rivière, peintre et critique d'art français  († 16 février 1943),
- 31 mars : Félix Tourdes, peintre français († 5 mars 1920),
- 5 avril : Michele Catti, peintre italien († 4 juillet 1914),
- 10 avril : Étienne Tournès, peintre français († 25 mai 1931),
- 11 avril :
  - Jules Gabriel Dubois-Menant, peintre, lithographe et photographe français († 18 février 1921),
  - Ettore Ximenes, sculpteur, peintre et illustrateur italien († 20 décembre 1926),
- 17 avril : Paul Liot, peintre français († 9 septembre 1902),
- 18 avril :
  - Abraham Bredius, historien de l'art néerlandais († 13 mars 1946),
  - Paul de Longpré, peintre floral français († 29 juin 1911),
- 22 avril : Ernest Jean Delahaye, peintre français († 19 juin 1921),
- 23 avril : Auguste Joseph Delécluse, peintre français († 13 décembre 1928),
- 27 avril : Hans Olde, peintre allemand († 25 octobre 1917),
- 28 avril : José Malhoa, peintre portugais († 26 octobre 1933),
- 4 mai : Adolphe Giraldon, peintre, illustrateur et décorateur français († 21 mai 1933),
- 12 mai : Franc-Lamy, peintre et graveur français († 13 avril 1919),
- 13 mai : Ludwig Deutsch, peintre orientaliste autrichien naturalisé français († 9 avril 1935),
- 30 mai : André Gouirand, peintre, musicien et écrivain critique d'art français († 27 juin 1918),
- 3 juin : Edmond Lachenal, céramiste, peintre et sculpteur français († 10 juin 1948),
- 5 juin : Eugène Victor Bourgeois, peintre français († 5 juin 1909),
- 2 juillet : Georg Pauli, peintre suédois († 28 novembre 1935),
- 9 juillet : Jacob Smits, belgo-hollandais († 15 février 1928),
- 17 juillet : Jean Henri Tayan, peintre et décorateur français († 17 juillet 1931),
- 1er août : Giovanni Sottocornola, peintre italien († 12 février 1917),
- 2 août : Pierre Roche, sculpteur, peintre, céramiste, décorateur et graveur-médailleur français († 18 janvier 1922),
- 5 août : Louis Morin, caricaturiste, illustrateur et peintre français († 2 juin 1938),
- 16 août : Louise Marie Puisoye, peintre française († 14 mars 1942),
- 29 août : Ivan Bogdanov, peintre de genre russe puis soviétique († 25 décembre 1932),
- 1er septembre : Eugène Boch, peintre belge († 3 janvier 1941),
- 4 septembre : Charles-Louis Houdard, peintre et graveur français († 25 janvier 1931),
- 5 septembre : Karl Cartier, peintre français († juillet 1925),
- 12 septembre : Jacobus van Looy, peintre néerlandais († 24 février 1930),
- 15 septembre : Georges Fournier, peintre, céramiste et photographe français († 10 mars 1931),
- 25 septembre : Jean Caire, peintre français († 21 avril 1935),
- 29 septembre : Jean-Jacques Scherrer, peintre français († 16 mai 1916),
- 15 octobre : Nicolaas van der Waay, peintre, aquarelliste, dessinateur et ithographe néerlandais († 18 décembre 1936),
- 19 octobre : Domingo Laporte, peintre et graveur uruguayen († 1928),
- 26 octobre : Marcel de Chollet, peintre suisse († 30 juillet 1924),
- 31 octobre : Paul Chocarne-Moreau, peintre naturaliste et illustrateur français († 5 mai 1930),
- 2 novembre : Allan Österlind, peintre suédois († 18 janvier 1938),
- 12 novembre :
  - Carlo Chessa, peintre, graveur et illustrateur italien († 24 août 1912),
  - Marcel Louis Sauvaige, peintre français († 28 octobre 1927),
- 6 décembre : Frank Myers Boggs, peintre français d'origine américaine († 8 août 1926),
- 10 décembre : Berthe Burgkan, peintre française († 28 décembre 1936),
- 14 décembre : Vincenzo Volpe, peintre italien († 9 février 1929),
- 15 décembre : Adrien Karbowsky, peintre, dessinateur, architecte et décorateur français († 1945),
- 17 décembre :
  - Jules Louis Rame, peintre français († 8 février 1927),
  - Suze Robertson, peintre néerlandaise († 18 octobre 1922),
- 18 décembre : Henri Coulon, peintre et avocat français († 22 février 1936),
- 26 décembre : Jules Monge, peintre français († 1er juillet 1934),
- ? :
  - George W. Eve : graveur britannique († 1914),
  - Georges Rivière, peintre et critique d'art français († 1943),
  - George Roux, illustrateur et peintre français († 1929),
  - Octavie Charles Paul Séailles, peintre et graveuse française († 1944).

## Décès
- 19 janvier : Paulin Guérin, peintre français (° 25 mars 1783),
- 20 février : Angélique Mongez, peintre néoclassique française (° 1er mai 1775),
- 23 février : Jean-Baptiste Peytavin, peintre d'histoire et de compositions religieuses français (° 9 novembre 1767),
- 1er mars : Dimitrije Avramović, peintre et écrivain serbe (° 15 mars 1815),
- 9 mars : Louis-Édouard Rioult, peintre français (° 26 octobre 1790),
- 20 mars : Eugénie Servières, peintre française (° 1786),
- 25 mars : Benjamin Rolland, peintre français (° 1777),
- 10 avril : Ernst Ferdinand Oehme, peintre allemand (° 23 avril 1797),
- 18 avril : Jean-Baptiste Isabey, peintre français (° 11 avril 1767),
- 16 juin : Pierre Félix Trezel, peintre français (° 16 juin 1782),
- 9 août : Louis-Alexandre Péron, peintre français (° 11 février 1776),
- 16 août : Auguste Vinchon, peintre français (° 5 août 1789),
- 22 août : William Camden Edwards, graveur britannique (° 1777),
- 13 septembre : Giuseppe Bezzuoli, peintre italien (° 28 novembre 1784),
- 29 septembre : Camille Roqueplan, peintre français (° 18 février 1803),
- 24 octobre: Henryka Beyer, peintre allemand (° 7 mars 1782),
- 3 novembre : François Rude, sculpteur français (° 4 janvier 1784),
- Date précise inconnue ou non renseignée :
  - Antoine-Émile Grimaud, peintre français (° 15 octobre 1821),
  - Giovanni Paolo Lasinio, graveur et peintre italien (° vers 1796),
  - Jacques Pierre François Salmon, peintre français (° 1781).
- Après 1855 :
  - Pierre Clair, sculpteur français (° 9 mars 1821).